# C. Frank Bennett
C. Frank Bennett é um farmacologista estadunidense.
Bennett obteve um bacharelado em farmacologia na Universidade do Novo México e um PhD em farmacologia na Escola de Medicina de Baylor, Universidade do Texas em Austin. Em 2006 co-fundou a Ionis Pharmaceuticals em Carlsbad, Califórnia, onde é vice president sênior de pesquisas.
Recebeu o Breakthrough Prize in Life Sciences de 2019 com, dentre outros, seu colaborador Adrian Robert Krainer.